# Hans Croon
Hans Croon (Malang, 25 maggio 1936 – 5 febbraio 1985) è stato un allenatore di calcio olandese.

## Carriera
Ha vinto la Coppa delle Coppe 1975-1976 con l'Anderlecht, oltre a due coppe nazionali in patria.

## Palmarès

### Allenatore

#### Competizioni nazionali
- Coppa del Belgio: 2

Waregem: 1973-1974
Anderlecht: 1975-1976

#### Competizioni internazionali
- Coppa delle Coppe: 1

Anderlecht: 1975-1976